# Jake Angeli
Pour les articles homonymes, voir Angeli.
Jake Angeli (né Jacob Anthony Angeli Chansley, probablement en 1988), également connu sous le nom de « QAnon Shaman », « Q Shaman » et « Le loup de Yellowstone », est un complotiste américain et un activiste d'extrême droite qui a participé en 2021 à la prise d'assaut du Capitole des États-Unis. Il est partisan du président Donald Trump ainsi que de la mouvance QAnon, un réseau partageant des théories du complot.

## Biographie

### Jeunesse
Jake Angeli est né en 1988 et a étudié au Moon Valley High School de Phoenix. Sa mère se nomme Martha Chansley. Interrogée sur les opinions de son fils, cette dernière a confié à la chaine ABC15 Arizona que, selon elle, il faut « beaucoup de courage pour être patriote », affirmant qu'il est un vétéran de la Marine américaine. Avant d'être activiste politique, Angeli a travaillé comme acteur et voix off,.

### Militant

#### QAnon
Angeli soutient Donald Trump,, et assiste régulièrement à des rassemblements soutenant le mouvement conspirationniste QAnon principalement à Phoenix en Arizona. Lors des divers rassemblements dans cet État, il aurait été aperçu en train de hurler les dernières théories du complot proposées par QAnon et portant une pancarte indiquant « Q m'a envoyé »,.
Avant d'assister à des rassemblements de l'extrême droite américaine, Angeli a été aperçu plusieurs fois en 2019 manifestant seul devant le Capitole de l'État de l'Arizona, soutenant diverses théories du complot. Il a été signalé comme pratiquant chamanique alors qu'il participait à une manifestation contre le réchauffement climatique en Arizona. Il a commencé à porter sa célèbre coiffe en fourrure sur la tête et sa peinture faciale afin d'attirer l'attention des passants pour pouvoir ensuite leur parler du mouvement QAnon et des « vérités alternatives », a-t-il déclaré au journal The Arizona Republic au début de l'année 2020. En 2021, il surnomma sa tenue « la robe Chaman ».[réf. nécessaire]

#### Wotanisme
Un tatouage très visible sur sa poitrine représente le valknut, typique de l'idéologie wotaniste. Cette idéologie prône une forme de paganisme, de néonazisme, un racisme et un suprémacisme blanc très radical,,.

#### Covid-19 et élection présidentielle
Outre les apparitions aux rassemblements Trump, Angeli a protesté contre les mesures de confinement imposées en Arizona dues à la pandémie de COVID-19 de 2020 et a participé à la contestation concernant les résultats issus du décompte des voix pour l'élection présidentielle de 2020 en Arizona, ; il a alors campé à l'extérieur du palais de justice du comté de Maricopa pendant toute la durée du décompte des voix en novembre 2020, puis a prononcé un discours lors d'un rassemblement à cette occasion le jour de l'annonce de la victoire du président élu Joe Biden. Selon lui, cette élection a été « truquée », il ne faut pas « croire ce mensonge, car les gagnants ont été pris la main dans le sac », ajoutant que Trump « gagnerait grâce à la Cour suprême », et que « si Trump a toujours l'air de perdre, il finit toujours par gagner ».

#### Invasion du Capitole
Lors de la prise d'assaut du Capitole des États-Unis en 2021, il entre par effraction dans l'hémicycle du Sénat des États-Unis à l'intérieur du Capitole, vêtu de sa tenue « chamanique ». Celle-ci a été créée par Angeli lui-même, comprenant une coiffe en peau de coyote équipée de deux cornes de buffle et assortie à une peinture de guerre rouge, blanche et bleue. Angeli confie à la suite de la prise d'assaut du Capitole que : « le fait que cette bande de traîtres, accroupis derrière leur bureau et vêtus de masques à gaz se soient réfugiés dans leur bunker est une victoire pour moi ». En plus de ses vêtements inhabituels, plusieurs médias spéculent sur les tatouages d'Angeli. Il déclare que la police a d'abord condamné l'entrée du bâtiment à la foule, puis l'a ensuite laissée pénétrer à l'intérieur. Depuis le 8 janvier 2021, Angeli est enregistré comme personne d'intérêt auprès de la police de Washington DC. Il est accusé d'intrusion violente (violent entry) et de conduite déplacée (disorderly conduct). Interviewé alors qu'il est recherché, Angeli confie qu'il pense n'avoir rien fait de mal, racontant à NBC : « J'ai seulement franchi une porte ouverte, moi. »
Selon des médias de l’État d'Arizona, Angeli n'a pas d'antécédent criminel dans cet État.
Angeli est enregistré comme personne d'intérêt par la police de Washington DC, à la suite de sa participation à la prise d'assaut du Capitole des États-Unis le 6 janvier 2021. Le 8 janvier 2021, Angeli déclare à une émission de radio de l'Arizona qu'il « n'est pas inquiet » des accusations retenues contre lui. De fausses informations circulent sur Internet selon lesquelles Jake Angeli soutiendrait divers mouvements politiques comme Antifa ou Black Lives Matter,. Le 9 janvier 2021, soit trois jours après l'émeute, Angeli est arrêté à la suite d'accusations fédérales,.
Il est alors inculpé, parmi des dizaines d'autres personnes impliquées dans l'invasion du Capitole,,.

Entré dans la salle du Sénat, Jacob Chansley a laissé une note sur l'estrade à l'attention de Mike Pence : 

« Ce n’est qu’une question de temps, la justice arrive. »

Il tombe sous le coup d'une enquête criminelle. Le parquet fédéral américain écrit ainsi : « Des preuves solides, dont les propres paroles et actions de Chansley au Capitole, montrent que le dessein des émeutiers du Capitole était de capturer et assassiner des élus du gouvernement des États-Unis. »
Il comparait le 15 janvier 2021 devant un tribunal fédéral.
Le 3 septembre 2021, il plaide coupable devant un tribunal fédéral de Washington, d'intrusion illégale et de conduite violente grâce à cette reconnaissance de culpabilité, sa peine pourrait être réduite entre 41 et 51 mois de détention, moins les huit mois déjà passés derrière les barreaux. Les procureurs fédéraux recommandent une peine de 51 mois de prison,. Il est condamné le mercredi 17 novembre 2021 à 41 mois de prison, deux mille dollars à titre de dommages et intérêts ainsi que trois ans de liberté surveillé. Il est cependant libéré de façon anticipée en mars 2023.
Le jour de son investiture, Donald Trump, le gracie ainsi que plus de 1.500 autres participants de l'assaut du Capitole.

## Personnalité et psychologie
Les procureurs fédéraux estiment que Jake Angeli souffre de problèmes d'addiction et présente des troubles psychologiques. Ils ajoutent notamment que « Chansley a parlé ouvertement de sa conviction qu'il est un extraterrestre, un être supérieur, et qu'il est ici sur Terre pour s'élever vers une autre réalité ».
Parmi plusieurs théories conspirationnistes, il affirme que les Alpes suisses abritent des bases secrètes pour créer des clones.
Il semble se nourrir uniquement de produits bio. Le 11 janvier, son avocat commis d'office exige que la prison lui fournisse une nourriture intégralement bio, car son client refuse de s'alimenter dans le cas contraire. La mère d'Angeli va dans le sens de son fils.

## Théories conspirationnistes le concernant

### Mouvement Antifa et Black Lives Matter
À la suite de l'émeute, des rumeurs ont circulé parmi les théoriciens du complot selon lesquelles Angeli serait associé au mouvement antifasciste Antifa ou au mouvement antiraciste Black Lives Matter et aurait infiltré l'événement en tant que cinquième colonne. Le 6 janvier, Angeli a répondu aux spéculations de l'avocat de la campagne de Trump, Me Lin Wood, dans un message sur son compte Twitter : 

« M. Wood, je vous annonce que je ne suis pas membre du mouvement antifasciste Antifa ni du mouvement antiraciste Black Lives Matter. Je suis un soldat numérique de QAnon. Je m'appelle Jake et je marche avec la police, me battant justement contre le mouvement Black Lives Matter et Antifa,. »

Le site Snopes enquête sur la plainte, concluant que Angeli n'est pas un activiste antifasciste mais un partisan confirmé de Donald Trump.

### Gendre de Nancy Pelosi
Il y a également des accusations selon lesquelles Angeli serait de connivence avec le gendre de Nancy Pelosi, Michiel Vos, car il aurait été vu sur une photo avec lui à l'extérieur du Capitole américain. À la suite de cela, Snopes écrit que Vos est en réalité journaliste pour la chaîne de télévision RTL 4 et que l'image est simplement tirée d'un reportage effectué par Vos a propos d'une manifestation pour l'émission RTL Boulevard (nl).

### Jamiroquai
Des rumeurs ont aussi circulé selon lesquelles Jay Kay, le chanteur du groupe Jamiroquai, faisait partie de la manifestation, car celui-ci portait un bonnet de guerre amérindien lorsqu'il chantait durant ses concerts. Le lendemain de l'assaut du Capitole, Kay a publié une courte vidéo expliquant à ses fans qu'il n'était en aucun cas lié à cette manifestation, déclarant « ce n'était pas ma foule,. » Angeli a alors été surnommé « le pseudo Jamiroquai » ou d'autres fois seulement « Jamiroquai » par certains utilisateurs sur les réseaux sociaux et les médias, expliquant que le terme « Jamiroquai » se retrouve en tendance sur plusieurs réseaux sociaux, accompagné de mèmes soulignant la similitude visuelle.

### Tucker Carlson sur Fox News
À la suite d'un reportage sur l'Assaut du Capitole en mars 2023, Tucker Carlson émet la théorie complotiste d'un coup monté dans un reportage sur Fox News où il affirme que Jake Angeli a été aidé par la police en ne montrant que quelques minutes d'images et en les interprétant comme un signe de manifestation pacifique. En réalité, la police mène une stratégie de désescalade devant la violence des manifestants. Ce reportage est jugé fort peu crédible par le président des États-Unis Joe Biden.